# Mitchie M
Mitchie M(일본어: ミッチー・エム)은 일본의 프로듀서이다.